# Del Cabildo al Shopping
Del Cabildo al Shopping fue un programa de televisión argentino de género cultura y humor. Debutó el día lunes 21 de mayo de 2018 por la cadena TV Pública de Argentina. Se emitió de lunes a viernes, a las 23:45 hs.
Fue conducido por el actor, comediante y autor Enrique Pinti.

## Equipo

### Conductor
- Enrique Pinti. (21 de mayo de 2018-30 de septiembre de 2018).

## Mecanismo del programa
De lunes a viernes, a lo largo de 15 capítulos de 13 min, los clásicos monólogos del autor serán transformados en piezas audiovisuales que llevarán al propio Pinti a universos de animación realizados con un alto impacto visual, técnicas innovadoras y una visión artística de la mano de Leandro Panetta.